# Charlotte von Preußen (1860–1919)

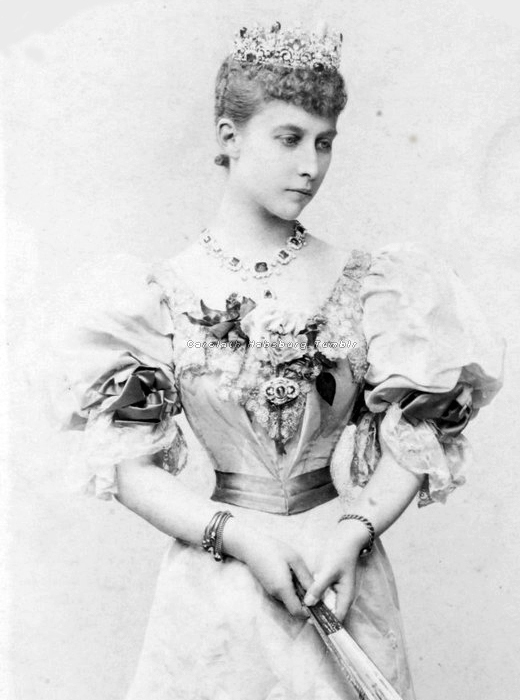
Charlotte von Preußen

Prinzessin Victoria Elisabeth Augusta Charlotte von Preußen (* 24. Juli 1860 in Potsdam; † 1. Oktober 1919 in Baden-Baden) war ein Mitglied des Hauses Hohenzollern und durch Heirat Herzogin von Sachsen-Meiningen (1914–1918).

## Leben

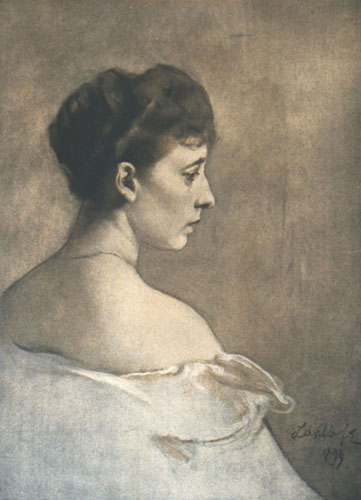
Philip Alexius de László: Prinzessin Charlotte von Preußen, Herzogin von Sachsen-Meiningen, Öl auf Leinwand, 1899

Charlotte war das zweite Kind und die älteste Tochter des späteren deutschen Kaisers Friedrich (III.) von Preußen und seiner Ehefrau, der britischen Prinzessin (Princess Royal) Victoria von Großbritannien und Irland. Durch ihre Mutter war Charlotte eine Enkelin der Königin Victoria und des Prinzgemahls Albert von Sachsen-Coburg und Gotha.
Charlotte war eine kapriziöse und leichtlebige Prinzessin und wollte so schnell wie möglich von zu Hause fort. Da eine Heirat ihr den einzigen Ausweg bot, fiel ihre Wahl auf den schüchternen und gebildeten Erbprinzen Bernhard von Sachsen-Meiningen. Weil der Prinz ein geeigneter Ehekandidat war und ihre Tochter für viel Unruhe zu Hause sorgte, stimmte das Kronprinzenpaar Charlottes Heirat zu. Die Verlobung mit ihrem Cousin (2. Grades) fand 1876 und die Heirat am 18. Februar 1878 in Berlin statt. Es war eine Doppelhochzeit, bei der auch Elisabeth Anna von Preußen mit Erbgroßherzog Friedrich August von Oldenburg vermählt wurde. Die Hochzeit war ein großes Spektakel, war sie doch die erste Veranstaltung dieser Art seit der Gründung des Deutschen Reichs unter der Regierung der preußischen Hohenzollern. Zur Hochzeit der Enkelin des Kaisers reisten neben den deutschen Fürsten auch König Leopold II. von Belgien und seine Frau Marie Henriette sowie Charlottes Onkel mütterlicherseits Eduard, Prince of Wales an.
Das junge Paar ließ sich nach der Hochzeit in der Potsdamer Villa Liegnitz nieder. Es hatte eine Tochter, Feodora, die am 12. Mai 1879 geboren wurde, nach deren Geburt sich Charlotte bald wieder der Berliner Gesellschaft widmete. Die Distanz zu ihrer Mutter schrieb Charlotte ihren konservativen politischen Ansichten zu – ihre Mutter bevorzugte die liberale Politik gegen Reichskanzler Otto von Bismarck. 1891 war sie in die Kotze-Affäre verwickelt. 1914 erbte Prinz Bernhard das Herzogtum Sachsen-Meiningen und wurde der letzte regierende Herzog, da er am Ende des Ersten Weltkriegs abdanken musste. 
Charlotte konnte die Abdankung und die neuen Lebensumstände nach der Novemberrevolution nur schwer verwinden. Sie litt an Herzbeschwerden und starb am 1. Oktober des Jahres 1919 in Baden-Baden in einem Sanatorium an einem Herzinfarkt.
Die Autoren John C. Röhl, Martin Warren und David Hunt ließen Charlottes und Feodoras Gebeine exhumieren und durch DNA-Analyse wurde eine Erkrankung an Porphyrie zweifelsfrei nachgewiesen. Die Aussage, dass nach dem Selbstmord ihrer Tochter Feodora 1945 die Ärzte herausfanden, dass sie und vermutlich auch ihre Mutter an Porphyrie litten, ist jedoch falsch. Die Porphyrie war 1945 noch nicht wirklich erforscht, aber seit dem Jahre 1911 in Grundzügen als „Morbus Günther“ bekannt, in den 1930er-Jahren gab es erste Untersuchungsreihen in Skandinavien. Weder zu Lebzeiten Charlottes noch Feodoras war die Krankheit völlig erforscht.

## Vorfahren
| Franz (Sachsen-Coburg-Saalfeld) (Herzog von Sachsen-Coburg-Saalfeld) ∞ Auguste | Franz (Sachsen-Coburg-Saalfeld) (Herzog von Sachsen-Coburg-Saalfeld) ∞ Auguste | Franz (Sachsen-Coburg-Saalfeld) (Herzog von Sachsen-Coburg-Saalfeld) ∞ Auguste | Franz (Sachsen-Coburg-Saalfeld) (Herzog von Sachsen-Coburg-Saalfeld) ∞ Auguste | Franz (Sachsen-Coburg-Saalfeld) (Herzog von Sachsen-Coburg-Saalfeld) ∞ Auguste | Franz (Sachsen-Coburg-Saalfeld) (Herzog von Sachsen-Coburg-Saalfeld) ∞ Auguste |  |  | Georg III. (König von Großbritannien und Irland, Kurfürst von Hannover) ∞ Sophie Charlotte | Georg III. (König von Großbritannien und Irland, Kurfürst von Hannover) ∞ Sophie Charlotte | Georg III. (König von Großbritannien und Irland, Kurfürst von Hannover) ∞ Sophie Charlotte | Georg III. (König von Großbritannien und Irland, Kurfürst von Hannover) ∞ Sophie Charlotte | Georg III. (König von Großbritannien und Irland, Kurfürst von Hannover) ∞ Sophie Charlotte | Georg III. (König von Großbritannien und Irland, Kurfürst von Hannover) ∞ Sophie Charlotte |  |  | August (Sachsen-Gotha-Altenburg) (Herzog von Sachsen-Gotha-Altenburg) ∞ Luise Charlotte zu Mecklenburg | August (Sachsen-Gotha-Altenburg) (Herzog von Sachsen-Gotha-Altenburg) ∞ Luise Charlotte zu Mecklenburg | August (Sachsen-Gotha-Altenburg) (Herzog von Sachsen-Gotha-Altenburg) ∞ Luise Charlotte zu Mecklenburg | August (Sachsen-Gotha-Altenburg) (Herzog von Sachsen-Gotha-Altenburg) ∞ Luise Charlotte zu Mecklenburg | August (Sachsen-Gotha-Altenburg) (Herzog von Sachsen-Gotha-Altenburg) ∞ Luise Charlotte zu Mecklenburg | August (Sachsen-Gotha-Altenburg) (Herzog von Sachsen-Gotha-Altenburg) ∞ Luise Charlotte zu Mecklenburg |  |  | Franz (Sachsen-Coburg-Saalfeld) (Herzog von Sachsen-Coburg-Saalfeld) ∞ Auguste | Franz (Sachsen-Coburg-Saalfeld) (Herzog von Sachsen-Coburg-Saalfeld) ∞ Auguste | Franz (Sachsen-Coburg-Saalfeld) (Herzog von Sachsen-Coburg-Saalfeld) ∞ Auguste | Franz (Sachsen-Coburg-Saalfeld) (Herzog von Sachsen-Coburg-Saalfeld) ∞ Auguste | Franz (Sachsen-Coburg-Saalfeld) (Herzog von Sachsen-Coburg-Saalfeld) ∞ Auguste | Franz (Sachsen-Coburg-Saalfeld) (Herzog von Sachsen-Coburg-Saalfeld) ∞ Auguste |                                           |                                           | Friedrich Wilhelm II. (König von Preußen) ∞ Friederike Luise | Friedrich Wilhelm II. (König von Preußen) ∞ Friederike Luise | Friedrich Wilhelm II. (König von Preußen) ∞ Friederike Luise | Friedrich Wilhelm II. (König von Preußen) ∞ Friederike Luise | Friedrich Wilhelm II. (König von Preußen) ∞ Friederike Luise | Friedrich Wilhelm II. (König von Preußen) ∞ Friederike Luise |                                   |                                   | Karl II. (Herzog von Mecklenburg-Strelitz) ∞ Friederike Caroline Luise | Karl II. (Herzog von Mecklenburg-Strelitz) ∞ Friederike Caroline Luise | Karl II. (Herzog von Mecklenburg-Strelitz) ∞ Friederike Caroline Luise | Karl II. (Herzog von Mecklenburg-Strelitz) ∞ Friederike Caroline Luise | Karl II. (Herzog von Mecklenburg-Strelitz) ∞ Friederike Caroline Luise | Karl II. (Herzog von Mecklenburg-Strelitz) ∞ Friederike Caroline Luise |                               |                               | Carl August (Großherzog von Sachsen-Weimar-Eisenach) ∞ Luise | Carl August (Großherzog von Sachsen-Weimar-Eisenach) ∞ Luise | Carl August (Großherzog von Sachsen-Weimar-Eisenach) ∞ Luise | Carl August (Großherzog von Sachsen-Weimar-Eisenach) ∞ Luise | Carl August (Großherzog von Sachsen-Weimar-Eisenach) ∞ Luise | Carl August (Großherzog von Sachsen-Weimar-Eisenach) ∞ Luise |                             |                             | Paul I. (Kaiser von Russland) ∞ Sophie Dorothee           | Paul I. (Kaiser von Russland) ∞ Sophie Dorothee           | Paul I. (Kaiser von Russland) ∞ Sophie Dorothee           | Paul I. (Kaiser von Russland) ∞ Sophie Dorothee           | Paul I. (Kaiser von Russland) ∞ Sophie Dorothee           | Paul I. (Kaiser von Russland) ∞ Sophie Dorothee           |  |  |  |  |  |  |  |  |  |  |  |  |  |  |  |  |  |  |  |  |  |  |  |  |  |  |  |  |  |  |  |  |  |  |  |  |  |  |  |  |  |  |  |  |  |  |  |  |
| Franz (Sachsen-Coburg-Saalfeld) (Herzog von Sachsen-Coburg-Saalfeld) ∞ Auguste | Franz (Sachsen-Coburg-Saalfeld) (Herzog von Sachsen-Coburg-Saalfeld) ∞ Auguste | Franz (Sachsen-Coburg-Saalfeld) (Herzog von Sachsen-Coburg-Saalfeld) ∞ Auguste | Franz (Sachsen-Coburg-Saalfeld) (Herzog von Sachsen-Coburg-Saalfeld) ∞ Auguste | Franz (Sachsen-Coburg-Saalfeld) (Herzog von Sachsen-Coburg-Saalfeld) ∞ Auguste | Franz (Sachsen-Coburg-Saalfeld) (Herzog von Sachsen-Coburg-Saalfeld) ∞ Auguste |  |  | Georg III. (König von Großbritannien und Irland, Kurfürst von Hannover) ∞ Sophie Charlotte | Georg III. (König von Großbritannien und Irland, Kurfürst von Hannover) ∞ Sophie Charlotte | Georg III. (König von Großbritannien und Irland, Kurfürst von Hannover) ∞ Sophie Charlotte | Georg III. (König von Großbritannien und Irland, Kurfürst von Hannover) ∞ Sophie Charlotte | Georg III. (König von Großbritannien und Irland, Kurfürst von Hannover) ∞ Sophie Charlotte | Georg III. (König von Großbritannien und Irland, Kurfürst von Hannover) ∞ Sophie Charlotte |  |  | August (Sachsen-Gotha-Altenburg) (Herzog von Sachsen-Gotha-Altenburg) ∞ Luise Charlotte zu Mecklenburg | August (Sachsen-Gotha-Altenburg) (Herzog von Sachsen-Gotha-Altenburg) ∞ Luise Charlotte zu Mecklenburg | August (Sachsen-Gotha-Altenburg) (Herzog von Sachsen-Gotha-Altenburg) ∞ Luise Charlotte zu Mecklenburg | August (Sachsen-Gotha-Altenburg) (Herzog von Sachsen-Gotha-Altenburg) ∞ Luise Charlotte zu Mecklenburg | August (Sachsen-Gotha-Altenburg) (Herzog von Sachsen-Gotha-Altenburg) ∞ Luise Charlotte zu Mecklenburg | August (Sachsen-Gotha-Altenburg) (Herzog von Sachsen-Gotha-Altenburg) ∞ Luise Charlotte zu Mecklenburg |  |  | Franz (Sachsen-Coburg-Saalfeld) (Herzog von Sachsen-Coburg-Saalfeld) ∞ Auguste | Franz (Sachsen-Coburg-Saalfeld) (Herzog von Sachsen-Coburg-Saalfeld) ∞ Auguste | Franz (Sachsen-Coburg-Saalfeld) (Herzog von Sachsen-Coburg-Saalfeld) ∞ Auguste | Franz (Sachsen-Coburg-Saalfeld) (Herzog von Sachsen-Coburg-Saalfeld) ∞ Auguste | Franz (Sachsen-Coburg-Saalfeld) (Herzog von Sachsen-Coburg-Saalfeld) ∞ Auguste | Franz (Sachsen-Coburg-Saalfeld) (Herzog von Sachsen-Coburg-Saalfeld) ∞ Auguste |                                           |                                           | Friedrich Wilhelm II. (König von Preußen) ∞ Friederike Luise | Friedrich Wilhelm II. (König von Preußen) ∞ Friederike Luise | Friedrich Wilhelm II. (König von Preußen) ∞ Friederike Luise | Friedrich Wilhelm II. (König von Preußen) ∞ Friederike Luise | Friedrich Wilhelm II. (König von Preußen) ∞ Friederike Luise | Friedrich Wilhelm II. (König von Preußen) ∞ Friederike Luise |                                   |                                   | Karl II. (Herzog von Mecklenburg-Strelitz) ∞ Friederike Caroline Luise | Karl II. (Herzog von Mecklenburg-Strelitz) ∞ Friederike Caroline Luise | Karl II. (Herzog von Mecklenburg-Strelitz) ∞ Friederike Caroline Luise | Karl II. (Herzog von Mecklenburg-Strelitz) ∞ Friederike Caroline Luise | Karl II. (Herzog von Mecklenburg-Strelitz) ∞ Friederike Caroline Luise | Karl II. (Herzog von Mecklenburg-Strelitz) ∞ Friederike Caroline Luise |                               |                               | Carl August (Großherzog von Sachsen-Weimar-Eisenach) ∞ Luise | Carl August (Großherzog von Sachsen-Weimar-Eisenach) ∞ Luise | Carl August (Großherzog von Sachsen-Weimar-Eisenach) ∞ Luise | Carl August (Großherzog von Sachsen-Weimar-Eisenach) ∞ Luise | Carl August (Großherzog von Sachsen-Weimar-Eisenach) ∞ Luise | Carl August (Großherzog von Sachsen-Weimar-Eisenach) ∞ Luise |                             |                             | Paul I. (Kaiser von Russland) ∞ Sophie Dorothee           | Paul I. (Kaiser von Russland) ∞ Sophie Dorothee           | Paul I. (Kaiser von Russland) ∞ Sophie Dorothee           | Paul I. (Kaiser von Russland) ∞ Sophie Dorothee           | Paul I. (Kaiser von Russland) ∞ Sophie Dorothee           | Paul I. (Kaiser von Russland) ∞ Sophie Dorothee           |  |  |  |  |  |  |  |  |  |  |  |  |  |  |  |  |  |  |  |  |  |  |  |  |  |  |  |  |  |  |  |  |  |  |  |  |  |  |  |  |  |  |  |  |  |  |  |  |
| Victoire (Herzogin von Kent)                                                   | Victoire (Herzogin von Kent)                                                   | Victoire (Herzogin von Kent)                                                   | Victoire (Herzogin von Kent)                                                   | Victoire (Herzogin von Kent)                                                   | Victoire (Herzogin von Kent)                                                   |  |  | Edward Augustus (Herzog von Kent)                                                          | Edward Augustus (Herzog von Kent)                                                          | Edward Augustus (Herzog von Kent)                                                          | Edward Augustus (Herzog von Kent)                                                          | Edward Augustus (Herzog von Kent)                                                          | Edward Augustus (Herzog von Kent)                                                          |  |  | Luise (Herzogin von Sachsen-Coburg-Saalfeld)                                                           | Luise (Herzogin von Sachsen-Coburg-Saalfeld)                                                           | Luise (Herzogin von Sachsen-Coburg-Saalfeld)                                                           | Luise (Herzogin von Sachsen-Coburg-Saalfeld)                                                           | Luise (Herzogin von Sachsen-Coburg-Saalfeld)                                                           | Luise (Herzogin von Sachsen-Coburg-Saalfeld)                                                           |  |  | Ernst I. (Herzog von Sachsen-Coburg-Gotha)                                     | Ernst I. (Herzog von Sachsen-Coburg-Gotha)                                     | Ernst I. (Herzog von Sachsen-Coburg-Gotha)                                     | Ernst I. (Herzog von Sachsen-Coburg-Gotha)                                     | Ernst I. (Herzog von Sachsen-Coburg-Gotha)                                     | Ernst I. (Herzog von Sachsen-Coburg-Gotha)                                     |                                           |                                           | Friedrich Wilhelm III. (König von Preußen)                   | Friedrich Wilhelm III. (König von Preußen)                   | Friedrich Wilhelm III. (König von Preußen)                   | Friedrich Wilhelm III. (König von Preußen)                   | Friedrich Wilhelm III. (König von Preußen)                   | Friedrich Wilhelm III. (König von Preußen)                   |                                   |                                   | Luise (Königin von Preußen)                                            | Luise (Königin von Preußen)                                            | Luise (Königin von Preußen)                                            | Luise (Königin von Preußen)                                            | Luise (Königin von Preußen)                                            | Luise (Königin von Preußen)                                            |                               |                               | Carl Friedrich (Großherzog von Sachsen-Weimar-Eisenach)      | Carl Friedrich (Großherzog von Sachsen-Weimar-Eisenach)      | Carl Friedrich (Großherzog von Sachsen-Weimar-Eisenach)      | Carl Friedrich (Großherzog von Sachsen-Weimar-Eisenach)      | Carl Friedrich (Großherzog von Sachsen-Weimar-Eisenach)      | Carl Friedrich (Großherzog von Sachsen-Weimar-Eisenach)      |                             |                             | Maria Pawlowna (Großherzogin von Sachsen-Weimar-Eisenach) | Maria Pawlowna (Großherzogin von Sachsen-Weimar-Eisenach) | Maria Pawlowna (Großherzogin von Sachsen-Weimar-Eisenach) | Maria Pawlowna (Großherzogin von Sachsen-Weimar-Eisenach) | Maria Pawlowna (Großherzogin von Sachsen-Weimar-Eisenach) | Maria Pawlowna (Großherzogin von Sachsen-Weimar-Eisenach) |  |  |  |  |  |  |  |  |  |  |  |  |  |  |  |  |  |  |  |  |  |  |  |  |  |  |  |  |  |  |  |  |  |  |  |  |  |  |  |  |  |  |  |  |  |  |  |  |
| Victoire (Herzogin von Kent)                                                   | Victoire (Herzogin von Kent)                                                   | Victoire (Herzogin von Kent)                                                   | Victoire (Herzogin von Kent)                                                   | Victoire (Herzogin von Kent)                                                   | Victoire (Herzogin von Kent)                                                   |  |  | Edward Augustus (Herzog von Kent)                                                          | Edward Augustus (Herzog von Kent)                                                          | Edward Augustus (Herzog von Kent)                                                          | Edward Augustus (Herzog von Kent)                                                          | Edward Augustus (Herzog von Kent)                                                          | Edward Augustus (Herzog von Kent)                                                          |  |  | Luise (Herzogin von Sachsen-Coburg-Saalfeld)                                                           | Luise (Herzogin von Sachsen-Coburg-Saalfeld)                                                           | Luise (Herzogin von Sachsen-Coburg-Saalfeld)                                                           | Luise (Herzogin von Sachsen-Coburg-Saalfeld)                                                           | Luise (Herzogin von Sachsen-Coburg-Saalfeld)                                                           | Luise (Herzogin von Sachsen-Coburg-Saalfeld)                                                           |  |  | Ernst I. (Herzog von Sachsen-Coburg-Gotha)                                     | Ernst I. (Herzog von Sachsen-Coburg-Gotha)                                     | Ernst I. (Herzog von Sachsen-Coburg-Gotha)                                     | Ernst I. (Herzog von Sachsen-Coburg-Gotha)                                     | Ernst I. (Herzog von Sachsen-Coburg-Gotha)                                     | Ernst I. (Herzog von Sachsen-Coburg-Gotha)                                     |                                           |                                           | Friedrich Wilhelm III. (König von Preußen)                   | Friedrich Wilhelm III. (König von Preußen)                   | Friedrich Wilhelm III. (König von Preußen)                   | Friedrich Wilhelm III. (König von Preußen)                   | Friedrich Wilhelm III. (König von Preußen)                   | Friedrich Wilhelm III. (König von Preußen)                   |                                   |                                   | Luise (Königin von Preußen)                                            | Luise (Königin von Preußen)                                            | Luise (Königin von Preußen)                                            | Luise (Königin von Preußen)                                            | Luise (Königin von Preußen)                                            | Luise (Königin von Preußen)                                            |                               |                               | Carl Friedrich (Großherzog von Sachsen-Weimar-Eisenach)      | Carl Friedrich (Großherzog von Sachsen-Weimar-Eisenach)      | Carl Friedrich (Großherzog von Sachsen-Weimar-Eisenach)      | Carl Friedrich (Großherzog von Sachsen-Weimar-Eisenach)      | Carl Friedrich (Großherzog von Sachsen-Weimar-Eisenach)      | Carl Friedrich (Großherzog von Sachsen-Weimar-Eisenach)      |                             |                             | Maria Pawlowna (Großherzogin von Sachsen-Weimar-Eisenach) | Maria Pawlowna (Großherzogin von Sachsen-Weimar-Eisenach) | Maria Pawlowna (Großherzogin von Sachsen-Weimar-Eisenach) | Maria Pawlowna (Großherzogin von Sachsen-Weimar-Eisenach) | Maria Pawlowna (Großherzogin von Sachsen-Weimar-Eisenach) | Maria Pawlowna (Großherzogin von Sachsen-Weimar-Eisenach) |  |  |  |  |  |  |  |  |  |  |  |  |  |  |  |  |  |  |  |  |  |  |  |  |  |  |  |  |  |  |  |  |  |  |  |  |  |  |  |  |  |  |  |  |  |  |  |  |
|                                                                                |                                                                                |                                                                                |                                                                                |                                                                                |                                                                                |  |  |                                                                                            |                                                                                            |                                                                                            |                                                                                            |                                                                                            |                                                                                            |  |  | | | | | | |  |  |                                                                                |                                                                                |                                                                                |                                                                                |                                                                                |                                                                                |                                           |                                           |                                                              |                                                              |                                                              |                                                              |                                                              |                                                              |                                   |                                   |                                                                        |                                                                        |                                                                        |                                                                        |                                                                        |                                                                        |                               |                               |                                                              |                                                              |                                                              |                                                              |                                                              |                                                              |                             |                             |                                                           |                                                           |                                                           |                                                           |                                                           |                                                           |  |  |  |  |  |  |  |  |  |  |  |  |  |  |  |  |  |  |  |  |  |  |  |  |  |  |  |  |  |  |  |  |  |  |  |  |  |  |  |  |  |  |  |  |  |  |  |  |
|                                                                                |                                                                                |                                                                                |                                                                                |                                                                                |                                                                                |  |  |                                                                                            |                                                                                            |                                                                                            |                                                                                            |                                                                                            |                                                                                            |  |  | | | | | | |  |  |                                                                                |                                                                                |                                                                                |                                                                                |                                                                                |                                                                                |                                           |                                           |                                                              |                                                              |                                                              |                                                              |                                                              |                                                              |                                   |                                   |                                                                        |                                                                        |                                                                        |                                                                        |                                                                        |                                                                        |                               |                               |                                                              |                                                              |                                                              |                                                              |                                                              |                                                              |                             |                             |                                                           |                                                           |                                                           |                                                           |                                                           |                                                           |  |  |  |  |  |  |  |  |  |  |  |  |  |  |  |  |  |  |  |  |  |  |  |  |  |  |  |  |  |  |  |  |  |  |  |  |  |  |  |  |  |  |  |  |  |  |  |  |
|                                                                                |                                                                                |                                                                                |                                                                                |                                                                                |                                                                                |  |  | Victoria (Königin des Vereinigten Königreiches Großbritannien und Irland)                  | Victoria (Königin des Vereinigten Königreiches Großbritannien und Irland)                  | Victoria (Königin des Vereinigten Königreiches Großbritannien und Irland)                  | Victoria (Königin des Vereinigten Königreiches Großbritannien und Irland)                  | Victoria (Königin des Vereinigten Königreiches Großbritannien und Irland)                  | Victoria (Königin des Vereinigten Königreiches Großbritannien und Irland)                  |  |  | Albert (Britischer Prinzgemahl)                                                                        | Albert (Britischer Prinzgemahl)                                                                        | Albert (Britischer Prinzgemahl)                                                                        | Albert (Britischer Prinzgemahl)                                                                        | Albert (Britischer Prinzgemahl)                                                                        | Albert (Britischer Prinzgemahl)                                                                        |  |  |                                                                                |                                                                                |                                                                                |                                                                                | Friedrich Wilhelm IV. (König von Preußen)                                      | Friedrich Wilhelm IV. (König von Preußen)                                      | Friedrich Wilhelm IV. (König von Preußen) | Friedrich Wilhelm IV. (König von Preußen) | Friedrich Wilhelm IV. (König von Preußen)                    | Friedrich Wilhelm IV. (König von Preußen)                    |                                                              |                                                              | Charlotte (Kaiserin von Russland)                            | Charlotte (Kaiserin von Russland)                            | Charlotte (Kaiserin von Russland) | Charlotte (Kaiserin von Russland) | Charlotte (Kaiserin von Russland)                                      | Charlotte (Kaiserin von Russland)                                      |                                                                        |                                                                        | Wilhelm I. (Deutscher Kaiser)                                          | Wilhelm I. (Deutscher Kaiser)                                          | Wilhelm I. (Deutscher Kaiser) | Wilhelm I. (Deutscher Kaiser) | Wilhelm I. (Deutscher Kaiser)                                | Wilhelm I. (Deutscher Kaiser)                                |                                                              |                                                              | Augusta (Deutsche Kaiserin)                                  | Augusta (Deutsche Kaiserin)                                  | Augusta (Deutsche Kaiserin) | Augusta (Deutsche Kaiserin) | Augusta (Deutsche Kaiserin)                               | Augusta (Deutsche Kaiserin)                               |                                                           |                                                           |                                                           |                                                           |  |  |  |  |  |  |  |  |  |  |  |  |  |  |  |  |  |  |  |  |  |  |  |  |  |  |  |  |  |  |  |  |  |  |  |  |  |  |  |  |  |  |  |  |  |  |  |  |
|                                                                                |                                                                                |                                                                                |                                                                                |                                                                                |                                                                                |  |  | Victoria (Königin des Vereinigten Königreiches Großbritannien und Irland)                  | Victoria (Königin des Vereinigten Königreiches Großbritannien und Irland)                  | Victoria (Königin des Vereinigten Königreiches Großbritannien und Irland)                  | Victoria (Königin des Vereinigten Königreiches Großbritannien und Irland)                  | Victoria (Königin des Vereinigten Königreiches Großbritannien und Irland)                  | Victoria (Königin des Vereinigten Königreiches Großbritannien und Irland)                  |  |  | Albert (Britischer Prinzgemahl)                                                                        | Albert (Britischer Prinzgemahl)                                                                        | Albert (Britischer Prinzgemahl)                                                                        | Albert (Britischer Prinzgemahl)                                                                        | Albert (Britischer Prinzgemahl)                                                                        | Albert (Britischer Prinzgemahl)                                                                        |  |  |                                                                                |                                                                                |                                                                                |                                                                                | Friedrich Wilhelm IV. (König von Preußen)                                      | Friedrich Wilhelm IV. (König von Preußen)                                      | Friedrich Wilhelm IV. (König von Preußen) | Friedrich Wilhelm IV. (König von Preußen) | Friedrich Wilhelm IV. (König von Preußen)                    | Friedrich Wilhelm IV. (König von Preußen)                    |                                                              |                                                              | Charlotte (Kaiserin von Russland)                            | Charlotte (Kaiserin von Russland)                            | Charlotte (Kaiserin von Russland) | Charlotte (Kaiserin von Russland) | Charlotte (Kaiserin von Russland)                                      | Charlotte (Kaiserin von Russland)                                      |                                                                        |                                                                        | Wilhelm I. (Deutscher Kaiser)                                          | Wilhelm I. (Deutscher Kaiser)                                          | Wilhelm I. (Deutscher Kaiser) | Wilhelm I. (Deutscher Kaiser) | Wilhelm I. (Deutscher Kaiser)                                | Wilhelm I. (Deutscher Kaiser)                                |                                                              |                                                              | Augusta (Deutsche Kaiserin)                                  | Augusta (Deutsche Kaiserin)                                  | Augusta (Deutsche Kaiserin) | Augusta (Deutsche Kaiserin) | Augusta (Deutsche Kaiserin)                               | Augusta (Deutsche Kaiserin)                               |                                                           |                                                           |                                                           |                                                           |  |  |  |  |  |  |  |  |  |  |  |  |  |  |  |  |  |  |  |  |  |  |  |  |  |  |  |  |  |  |  |  |  |  |  |  |  |  |  |  |  |  |  |  |  |  |  |  |
|                                                                                |                                                                                |                                                                                |                                                                                |                                                                                |                                                                                |  |  |                                                                                            |                                                                                            |                                                                                            |                                                                                            |                                                                                            |                                                                                            |  |  | | | | | | |  |  |                                                                                |                                                                                |                                                                                |                                                                                |                                                                                |                                                                                |                                           |                                           |                                                              |                                                              |                                                              |                                                              |                                                              |                                                              |                                   |                                   |                                                                        |                                                                        |                                                                        |                                                                        |                                                                        |                                                                        |                               |                               |                                                              |                                                              |                                                              |                                                              |                                                              |                                                              |                             |                             |                                                           |                                                           |                                                           |                                                           |                                                           |                                                           |  |  |  |  |  |  |  |  |  |  |  |  |  |  |  |  |  |  |  |  |  |  |  |  |  |  |  |  |  |  |  |  |  |  |  |  |  |  |  |  |  |  |  |  |  |  |  |  |
|                                                                                |                                                                                |                                                                                |                                                                                |                                                                                |                                                                                |  |  |                                                                                            |                                                                                            |                                                                                            |                                                                                            |                                                                                            |                                                                                            |  |  | | | | | | |  |  |                                                                                |                                                                                |                                                                                |                                                                                |                                                                                |                                                                                |                                           |                                           |                                                              |                                                              |                                                              |                                                              |                                                              |                                                              |                                   |                                   |                                                                        |                                                                        |                                                                        |                                                                        |                                                                        |                                                                        |                               |                               |                                                              |                                                              |                                                              |                                                              |                                                              |                                                              |                             |                             |                                                           |                                                           |                                                           |                                                           |                                                           |                                                           |  |  |  |  |  |  |  |  |  |  |  |  |  |  |  |  |  |  |  |  |  |  |  |  |  |  |  |  |  |  |  |  |  |  |  |  |  |  |  |  |  |  |  |  |  |  |  |  |
|                                                                                |                                                                                |                                                                                |                                                                                |                                                                                |                                                                                |  |  |                                                                                            |                                                                                            |                                                                                            |                                                                                            |                                                                                            |                                                                                            |  |  | Eduard VII. (König des Vereinigten Königreiches Großbritannien und Irland)                             | Eduard VII. (König des Vereinigten Königreiches Großbritannien und Irland)                             | Eduard VII. (König des Vereinigten Königreiches Großbritannien und Irland)                             | Eduard VII. (König des Vereinigten Königreiches Großbritannien und Irland)                             | Eduard VII. (König des Vereinigten Königreiches Großbritannien und Irland)                             | Eduard VII. (König des Vereinigten Königreiches Großbritannien und Irland)                             |  |  | Victoria (Deutsche Kaiserin)                                                   | Victoria (Deutsche Kaiserin)                                                   | Victoria (Deutsche Kaiserin)                                                   | Victoria (Deutsche Kaiserin)                                                   | Victoria (Deutsche Kaiserin)                                                   | Victoria (Deutsche Kaiserin)                                                   |                                           |                                           | Friedrich III. (Deutscher Kaiser)                            | Friedrich III. (Deutscher Kaiser)                            | Friedrich III. (Deutscher Kaiser)                            | Friedrich III. (Deutscher Kaiser)                            | Friedrich III. (Deutscher Kaiser)                            | Friedrich III. (Deutscher Kaiser)                            |                                   |                                   | Luise (Großherzogin von Baden)                                         | Luise (Großherzogin von Baden)                                         | Luise (Großherzogin von Baden)                                         | Luise (Großherzogin von Baden)                                         | Luise (Großherzogin von Baden)                                         | Luise (Großherzogin von Baden)                                         |                               |                               |                                                              |                                                              |                                                              |                                                              |                                                              |                                                              |                             |                             |                                                           |                                                           |                                                           |                                                           |                                                           |                                                           |  |  |  |  |  |  |  |  |  |  |  |  |  |  |  |  |  |  |  |  |  |  |  |  |  |  |  |  |  |  |  |  |  |  |  |  |  |  |  |  |  |  |  |  |  |  |  |  |
|                                                                                |                                                                                |                                                                                |                                                                                |                                                                                |                                                                                |  |  |                                                                                            |                                                                                            |                                                                                            |                                                                                            |                                                                                            |                                                                                            |  |  | Eduard VII. (König des Vereinigten Königreiches Großbritannien und Irland)                             | Eduard VII. (König des Vereinigten Königreiches Großbritannien und Irland)                             | Eduard VII. (König des Vereinigten Königreiches Großbritannien und Irland)                             | Eduard VII. (König des Vereinigten Königreiches Großbritannien und Irland)                             | Eduard VII. (König des Vereinigten Königreiches Großbritannien und Irland)                             | Eduard VII. (König des Vereinigten Königreiches Großbritannien und Irland)                             |  |  | Victoria (Deutsche Kaiserin)                                                   | Victoria (Deutsche Kaiserin)                                                   | Victoria (Deutsche Kaiserin)                                                   | Victoria (Deutsche Kaiserin)                                                   | Victoria (Deutsche Kaiserin)                                                   | Victoria (Deutsche Kaiserin)                                                   |                                           |                                           | Friedrich III. (Deutscher Kaiser)                            | Friedrich III. (Deutscher Kaiser)                            | Friedrich III. (Deutscher Kaiser)                            | Friedrich III. (Deutscher Kaiser)                            | Friedrich III. (Deutscher Kaiser)                            | Friedrich III. (Deutscher Kaiser)                            |                                   |                                   | Luise (Großherzogin von Baden)                                         | Luise (Großherzogin von Baden)                                         | Luise (Großherzogin von Baden)                                         | Luise (Großherzogin von Baden)                                         | Luise (Großherzogin von Baden)                                         | Luise (Großherzogin von Baden)                                         |                               |                               |                                                              |                                                              |                                                              |                                                              |                                                              |                                                              |                             |                             |                                                           |                                                           |                                                           |                                                           |                                                           |                                                           |  |  |  |  |  |  |  |  |  |  |  |  |  |  |  |  |  |  |  |  |  |  |  |  |  |  |  |  |  |  |  |  |  |  |  |  |  |  |  |  |  |  |  |  |  |  |  |  |
|                                                                                |                                                                                |                                                                                |                                                                                |                                                                                |                                                                                |  |  |                                                                                            |                                                                                            |                                                                                            |                                                                                            |                                                                                            |                                                                                            |  |  | | | | | | |  |  |                                                                                |                                                                                |                                                                                |                                                                                |                                                                                |                                                                                |                                           |                                           |                                                              |                                                              |                                                              |                                                              |                                                              |                                                              |                                   |                                   |                                                                        |                                                                        |                                                                        |                                                                        |                                                                        |                                                                        |                               |                               |                                                              |                                                              |                                                              |                                                              |                                                              |                                                              |                             |                             |                                                           |                                                           |                                                           |                                                           |                                                           |                                                           |  |  |  |  |  |  |  |  |  |  |  |  |  |  |  |  |  |  |  |  |  |  |  |  |  |  |  |  |  |  |  |  |  |  |  |  |  |  |  |  |  |  |  |  |  |  |  |  |
|                                                                                |                                                                                |                                                                                |                                                                                |                                                                                |                                                                                |  |  |                                                                                            |                                                                                            |                                                                                            |                                                                                            |                                                                                            |                                                                                            |  |  | | | | | | |  |  |                                                                                |                                                                                |                                                                                |                                                                                |                                                                                |                                                                                |                                           |                                           |                                                              |                                                              |                                                              |                                                              |                                                              |                                                              |                                   |                                   |                                                                        |                                                                        |                                                                        |                                                                        |                                                                        |                                                                        |                               |                               |                                                              |                                                              |                                                              |                                                              |                                                              |                                                              |                             |                             |                                                           |                                                           |                                                           |                                                           |                                                           |                                                           |  |  |  |  |  |  |  |  |  |  |  |  |  |  |  |  |  |  |  |  |  |  |  |  |  |  |  |  |  |  |  |  |  |  |  |  |  |  |  |  |  |  |  |  |  |  |  |  |
| Wilhelm II. (Deutscher Kaiser)                                                 | Wilhelm II. (Deutscher Kaiser)                                                 | Wilhelm II. (Deutscher Kaiser)                                                 | Wilhelm II. (Deutscher Kaiser)                                                 | Wilhelm II. (Deutscher Kaiser)                                                 | Wilhelm II. (Deutscher Kaiser)                                                 |  |  | Charlotte (Herzogin von Sachsen-Meiningen)                                                 | Charlotte (Herzogin von Sachsen-Meiningen)                                                 | Charlotte (Herzogin von Sachsen-Meiningen)                                                 | Charlotte (Herzogin von Sachsen-Meiningen)                                                 | Charlotte (Herzogin von Sachsen-Meiningen)                                                 | Charlotte (Herzogin von Sachsen-Meiningen)                                                 |  |  | Heinrich (Großadmiral der Kaiserlichen Marine)                                                         | Heinrich (Großadmiral der Kaiserlichen Marine)                                                         | Heinrich (Großadmiral der Kaiserlichen Marine)                                                         | Heinrich (Großadmiral der Kaiserlichen Marine)                                                         | Heinrich (Großadmiral der Kaiserlichen Marine)                                                         | Heinrich (Großadmiral der Kaiserlichen Marine)                                                         |  |  | Sigismund (Prinz von Preußen)                                                  | Sigismund (Prinz von Preußen)                                                  | Sigismund (Prinz von Preußen)                                                  | Sigismund (Prinz von Preußen)                                                  | Sigismund (Prinz von Preußen)                                                  | Sigismund (Prinz von Preußen)                                                  |                                           |                                           | Viktoria (Prinzessin zu Schaumburg-Lippe)                    | Viktoria (Prinzessin zu Schaumburg-Lippe)                    | Viktoria (Prinzessin zu Schaumburg-Lippe)                    | Viktoria (Prinzessin zu Schaumburg-Lippe)                    | Viktoria (Prinzessin zu Schaumburg-Lippe)                    | Viktoria (Prinzessin zu Schaumburg-Lippe)                    |                                   |                                   | Waldemar                                                               | Waldemar                                                               | Waldemar                                                               | Waldemar                                                               | Waldemar                                                               | Waldemar                                                               |                               |                               | Sophie (Königin der Hellenen)                                | Sophie (Königin der Hellenen)                                | Sophie (Königin der Hellenen)                                | Sophie (Königin der Hellenen)                                | Sophie (Königin der Hellenen)                                | Sophie (Königin der Hellenen)                                |                             |                             | Margarethe                                                | Margarethe                                                | Margarethe                                                | Margarethe                                                | Margarethe                                                | Margarethe                                                |  |  |  |  |  |  |  |  |  |  |  |  |  |  |  |  |  |  |  |  |  |  |  |  |  |  |  |  |  |  |  |  |  |  |  |  |  |  |  |  |  |  |  |  |  |  |  |  |